# Чехословакия на зимних Олимпийских играх 1960
Чехословакия принимала участие в Зимних Олимпийских играх 1960 года в Скво-Велли (США) в восьмой раз за свою историю, и завоевала одну серебряную медаль.

## Состав сборной
1 женщина и 20 мужчин — всего 21 спортсмен соревновались в 4 видах спорта:
- лыжные гонки
- лыжное двоеборье
- фигурное катание
- хоккей с шайбой

Самым младшей участницей сборной была 19-летняя фигуристка Яна Мразкова, самым старшим — 32-летний хоккеист Карел Гут.

## Результаты по видам спорта

### Лыжные гонки
Соревнования прошли с 19 по 27 февраля в 65 километрах от Скво-Вэлли в местечке Маккинни Крик, на правом берегу озера Тахо. Старт и финиш гонок происходил на стадионе «Маккинни Крик», который был специально построен к Олимпиаде.
Мужчины
| Дистанция | Спортсмен      | Результат | Результат |
| Дистанция | Спортсмен      | Время     | Место     |
| --------- | -------------- | --------- | --------- |
| 15 км     | Рудольф Чиллик | 57:23.7   | 36        |
| 30 км     | Рудольф Чиллик | 2’03:50.6 | 30        |
| 50 km     | Рудольф Чиллик | DNF       | -         |

### Фигурное катание
Мужчины
| Спортсмен    | Обязательные фигуры | Произвольная программа | Баллы  | Сумма мест | Место |
| ------------ | ------------------- | ---------------------- | ------ | ---------- | ----- |
| Кароль Дивин | 1                   | 5                      | 1414.3 | 22         | 2     |

Женщины
| Спортсменка  | Обязательные фигуры | Произвольная программа | Баллы  | Сумма мест | Место |
| ------------ | ------------------- | ---------------------- | ------ | ---------- | ----- |
| Яна Мразкова | 5                   | 5                      | 1338.7 | 53         | 4     |

### Хоккей
Хоккей на зимних Олимпийских играх 1960 был разыгран среди девяти команд участниц в несколько этапов. На первом этапе команды были разделены на три подгруппы. Команда Чехословакии попала в «подгруппу С» вместе с командами США и Австралии. Чехословакия прошла в следующий этап и в итоговом олимпийском протоколе заняла 4 место:
| М | Команды      | 1   | 2   | 3   | 4   | 5   | 6    | Ш     | О  |
| - | ------------ | --- | --- | --- | --- | --- | ---- | ----- | -- |
|   | США          | •   | 2:1 | 3:2 | 9:4 | 6:3 | 9:1  | 29-11 | 10 |
|   | Канада       | 1:2 | •   | 8:5 | 4:0 | 6:5 | 12:0 | 31-12 | 8  |
|   | СССР         | 2:3 | 5:8 | •   | 8:5 | 2:2 | 7:1  | 24-19 | 5  |
| 4 | Чехословакия | 4:9 | 0:4 | 5:8 | •   | 3:1 | 9:1  | 21-23 | 4  |

Одновременно этот хоккейный турнир был признан 27 чемпионатом мира и одновременно 38 чемпионатом Европы по хоккею с шайбой. Пэтому команда Чехословакии также получила серебряную медаль чемпионата Европы.
| Медаль  | Сборная      |
| Золото  | СССР         |
| Серебро | Чехословакия |
| Бронза  | Швеция       |

## Серебро
- Фигурное катание, мужчины — Кароль Дивин.